# La casa sotto la neve
La casa sotto la neve è un film muto italiano del 1922 diretto da Gennaro Righelli.

## Trama
Un uomo e una donna subiscono un incidente durante un'escursione alpinistica, e i soccorsi li portano nel primo ricovero disponibile, la casa del prete e di sua sorella. La donna è miracolosamente illesa, mentre l'uomo ha bisogno di cure. Il dottor Giorgio Salviati stranamente esita ad intervenire, poi la ragione ippocratea prende il sopravvento ed egli presta le sue cure all'infortunato. Quando la donna, Maria della Rovere, viene a conoscenza del nome del dottore, dapprima vuole impedirgli di curare l'uomo, suo marito, il duca Roberto, poi racconta al prete che il dottor Salviati, in passato, era stato rifiutato da lei, e da allora aveva giurato di vendicarsi.
Un'altra persona esita ad intervenire: è il padre di Roberto, che, da quando aveva sposato, contro la sua volontà, Maria, lo aveva praticamente disconosciuto. Alla fine tuttavia egli arriva al capezzale del figlio, che intanto si è ripreso, e fa la conoscenza della figlioletta della coppia, Grazia, di 6 anni. La situazione famigliare si rasserena.
La famiglia si trasferisce in un vicino hotel. Un giorno Roberto, col padre, deve assentarsi per una commissione. Il treno su cui deve far ritorno viene bloccato da un accumulo di neve sui binari, e subisce un notevole ritardo, essendo atteso solo a notte fonda. Nell'albergo è appostato anche il dottor Salviati, in uno stato psichico palesemente disturbato. Quella notte egli penetra nella camera di Maria - mentre Grazia dorme nella camera accanto accudita dalla bambinaia - chiude la porta trattenendo le chiavi - e cerca di usarle violenza. Lei resiste. L'intento di lui è di rimanere nella stanza fino al ritorno del marito, che in tal modo li avrebbe scambiati per amanti; dalla colluttazione che ne sarebbe seguita il dottore avrebbe ucciso Roberto.
Solo all'ultimo istante, quando Roberto sta facendo ritorno, Salviati riconsegna le chiavi a Maria ed esce. Roberto entra nella camera. Maria, invece di raccontargli come sono andate le cose, tergiversa, al punto che il marito si insospettisce: vedendo una sedia rovesciata per terra, e il profilo di un uomo delinearsi fuori dalla finestra per poi prendere la fuga, giunge alla conclusione che la moglie ha veramente un'amante. Egli chiude Maria (di nuovo) in camera, ed esce. Viene liberata dalla bambinaia, che le racconta che Roberto le aveva detto di preparare Grazia per un viaggio.
Maria scorge quindi indistintamente, dalla finestra, una slitta trainata da un cavallo con un uomo e Grazia allontanarsi dall'albergo. Convince un riluttante conducente di slitta a seguirli, mentre si profila una tempesta di neve. Il conducente, ad un certo punto, si rifiuta di proseguire e torna indietro. Maria smonta, e, a piedi, segue l'uomo e la figlia - il cui cavallo pure si è impantanato nella neve sempre più alta – fino ad un isolato casolare abbandonato, nel quale entra dopo di loro. L'uomo non è Roberto, ma il dottor Salviati.
La tormenta ha ormai raggiunto dimensioni tali da non consentire di uscire dalla casupola. I tre sono costretti a pernottarvi, con Salviati ormai fuori di sé che non smette di insidiare Maria.
Il conducente della slitta che aveva portato Maria racconta i fatti a Roberto, all'albergo. La mattina dopo, placatasi la tempesta, Roberto, con una squadra di soccorso, giunge a liberare il casolare dalla neve accumulata che ne ostruiva le uscite. Da un pertugio, egli vede Salviati lottare apertamente con la moglie, il che gli toglie ogni dubbio su una sua possibile infedeltà. Estrae il revolver, e spara al dottore, per salvare la moglie, mentre si riesce a penetrare nella casetta. La famiglia è riunita, il dottore è morto.

## Produzione
La collaborazione fra Gennaro Righelli e Maria Jacobini datava dal 1920, quando la Jacobini era la prima attrice presso lo stabilimento cinematografico Fert di Torino; entrambi si sono successivamente spostati a Berlino, continuando a lavorare per l'industria cinematografica.
Una copia della pellicola (35mm, positivo, triacetato), conservata presso il Museo nazionale del cinema, dotata di didascalie in inglese (maccheronico), ha una lunghezza complessiva di 1724 metri.
In ambito anglofono, il film è noto anche con i titoli Under the Snow e The House under the Snow.

## Distribuzione
Il film è uscito nelle sale cinematografiche italiane il 31 marzo 1922. È stato successivamente distribuito in Messico e nel Regno Unito.